# Scream Queens (programma televisivo)
Scream Queens è un reality show statunitense trasmesso dal canale televisivo VH1.

## Il programma
Si tratta di uno show in cui dieci aspiranti attrici competono per il ruolo della protagonista (la scream queen, appunto) nel film Saw VI nella prima edizione e Saw 3D - Il capitolo finale nella seconda.
James Gunn ha diretto le prove di recitazione delle partecipanti, Shawnee Smith è il mentore (è nota per aver interpretato Amanda Young nei primi tre film), e John Homa ha provveduto alla recitazione ed espressione; tutti e tre insieme formano i giudici che hanno deciso le eliminazioni.
Lo show è stato annunciato nel giugno 2008 e ha debuttato il 20 ottobre 2008 su VH1. In Italia, la trasmissione è trasmessa da MTV.
È stata annunciata anche una seconda stagione del reality show, andata già in onda negli Stati Uniti, e andata in onda dal 29 ottobre in Italia su MTV. La vincitrice della seconda edizione ha preso parte al cast di Saw 3D. Non ci sarà più Shawnee Smith come mentore bensì l'attrice Jaime King.

## Scream Queens 1

### Partecipanti
| Nome              | Doppiatrice         | Eliminata                         | Città natale               |
| ----------------- | ------------------- | --------------------------------- | -------------------------- |
| Joanna Krupa      | Raffaella Castelli  | 1ª Puntata                        | Hertfordshire, Regno Unito |
| Kylah Kim         | Rachele Paolelli    | 2ª Puntata                        | Dallas, Texas              |
| Marissa Skell     | Michela Alborghetti | 3ª Puntata                        | Islip, New York            |
| Lina So           | Patrizia Burul      | 4ª Puntata                        | Las Vegas, Nevada          |
| Sarah Agor        | Roberta De Roberto  | 5ª Puntata                        | Marlboro, New Jersey       |
| Jessica Palette   | Gilberta Crispino   | 6ª Puntata                        | Boston, Massachusetts      |
| Angela Anderson   | Eleonora Reti       | 7ª Puntata (Semi-Finale)          | San Diego, California      |
| Lindsay Felton    | Connie Bismuto      | 8ª Puntata Terzo Posto (Finale)   | Seattle, Washington        |
| Michelle Galdenzi | Micaela Incitti     | 8ª Puntata Secondo Posto (Finale) | Spring, Texas              |
| Tanedra Howard    | Domitilla D'Amico   | 8ª Puntata Vincitrice (Finale)    | Inglewood, California      |

## Scream Queens 2

### Partecipanti
| Nome                | Doppiatrice        | Eliminata                         | Città natale               |
| ------------------- | ------------------ | --------------------------------- | -------------------------- |
| Lana Underwood      | Claudia Pittelli   | 1ª Puntata                        | Santa Monica, California   |
| Rosanna Pansino     | Letizia Ciampa     | 2ª Puntata                        | Seattle, Washington        |
| Karlie Lewis        | Ilaria Latini      | 3ª Puntata                        | New York, New York         |
| Allison Kyler       | Laura Latini       | 4ª Puntata                        | Hickory, Carolina del Nord |
| Sarah Alami         | Antonella Baldini  | 5ª Puntata                        | Chicago, Illinois          |
| Sierra Holmes       | Letizia Scifoni    | 6ª Puntata                        | Suffern, New York          |
| Tai Davis           | Angela Brusa       | 7ª Puntata (Semi-Finale)          | Chicago, Illinois          |
| Christine Haeberman | Francesca Manicone | 8ª Puntata Terzo Posto (Finale)   | Porterville, California    |
| Jessica Ortiz       | Monica Vulcano     | 8ª Puntata Secondo Posto (Finale) | Bronx, New York            |
| Gabby West          | Chiara Gioncardi   | 8ª Puntata Vincitrice (Finale)    | Santa Fe, Nuovo Messico    |